# Tour du Pays basque 1926
Le Tour du Pays basque 1926, encore appelé Circuit du Nord, se tient du 4 au 8 août sur 4 étapes pour un total de 746 km.

## Généralités
- Très peu de partants pour cette troisième édition, mais de grands noms tels que Ottavio Bottecchia, double vainqueur du Tour de France, ou Nicolas Frantz.
- La course va se résumer à un duel entre ces deux coureurs, comme lors du Tour de France 1924, mais c'est le Luxembourgeois qui l'emporte cette fois.

## Les étapes
| Étape     | Date   | Villes étapes                | Distance (km) | Vainqueur d'étape         | Leader du classement général |
| 1re étape | 4 août | Bilbao - Vitoria             | 174           | Nicolas Frantz Luxembourg | Nicolas Frantz Luxembourg    |
| 2e étape  | 5 août | Vitoria - Pampelune          | 135           | Ottavio Bottecchia Italie | Ottavio Bottecchia Italie    |
| 3e étape  | 7 août | Pampelune - Saint-Sébastien  | 266           | Julien Delbecque Belgique | Ottavio Bottecchia Italie    |
| 4e étape  | 8 août | Saint-Sébastien - Las Arenas | 171           | Nicolas Frantz Luxembourg | Nicolas Frantz Luxembourg    |

## Classement
| \| 1er \| Nicolas Frantz Luxembourg \| 27 h 19 min 59 s \| \| \| 2e \| Ottavio Bottecchia Italie \| à 5 min 39 s \| \| \| 3e \| Victor Fontan France \| à 8 min 39 s \| \| \| 4e \| Julien Delbecque Belgique \| à 8 min 58 s \| \| \| 5e \| Omer Huyse Belgique \| à 11 min 50 s \| \| \| 6e \| Jean Debusschere France \| à 12 min 20 s \| \| \| 7e \| Alfonso Piccin Italie \| à 12 min 58 s \| \| \| 8e \| Gérard Debaets Belgique \| à 19 min 51 s \| \| \| 9e \| Mució Miquel Espagne \| à 19 min 54 s \| \| \| 10e \| Théophile Beeckman Belgique \| à 21 min 14 s \| \| 29 partants, 24 classés |                             |                  |  |
| 1er | Nicolas Frantz Luxembourg   | 27 h 19 min 59 s |  |
| 2e | Ottavio Bottecchia Italie   | à 5 min 39 s     |  |
| 3e | Victor Fontan France        | à 8 min 39 s     |  |
| 4e | Julien Delbecque Belgique   | à 8 min 58 s     |  |
| 5e | Omer Huyse Belgique         | à 11 min 50 s    |  |
| 6e | Jean Debusschere France     | à 12 min 20 s    |  |
| 7e | Alfonso Piccin Italie       | à 12 min 58 s    |  |
| 8e | Gérard Debaets Belgique     | à 19 min 51 s    |  |
| 9e | Mució Miquel Espagne        | à 19 min 54 s    |  |
| 10e | Théophile Beeckman Belgique | à 21 min 14 s    |  |